# Dean Garrett
Dean Heath Garrett (ur. 27 listopada 1966 w Los Angeles) – amerykański koszykarz, występujący na pozycji środkowego.

## Osiągnięcia
Na podstawie,  o ile nie zaznaczono inaczej.
NCAA
- Mistrz NCAA (1987)
- Uczestnik turnieju NCAA (1987, 1988)
- Mistrz sezonu regularnego Big 10 (1987)
- Najlepszy pierwszoroczny zawodnik Big Ten (1987)
- Zaliczony do I składu najlepszych pierwszorocznych zawodników Big Ten (1987)
- Lider Big 10 w:
  - liczbie:
    - zbiórek (246 – 1988)
    - bloków (93 – 1987, 99 – 1988)

  - średniej bloków (2,7 – 1987, 3,4 – 1988)

Drużynowe
- Wicemistrz:
  - Włoch (1994)
  - Pucharu Europy FIBA (1996)
- Mistrz II ligi włoskiej (Serie A2 – 1992)

Indywidualne
- Lider ligi włoskiej w blokach (1991, 1993, 1994)

Reprezentacja
- Wicemistrz igrzysk panamerykańskich (1987)[3]